# Templo de Marte
O Templo de Marte (Latim: Aedes Martis in Circo) foi um templo construído no Campo de Marte em Roma no século II a.C., perto do Circo Flamínio.
O cônsul Décimo Júnio Bruto Galaico prometeu um templo para Marte em 138 a.C. e a construção começou após 135 a.C., financiado por despojos de sua campanha na Hispânia. Foi dedicado em 132 a.C. durante seu triunfo. Foi desenhado por Hermodoro de Salamina. Foi restaurado na tardia República mas mantendo o velho plano e características da construção.

## Localização
O Templo de Marte faz parte dos muitos edifícios monumentais que foram construídos a partir de meados do século II a.C. em torno do Circo Flamínio. O templo, que foi uma vez identificado com o Templo de Netuno, se localiza na extremidade ocidental da esplanada, entre as atuais Via degli Specchi e Via di San Salvatore in Campo (ver o plano).

## História

### Antiguidade
O templo foi dedicado em 138 a.C. pelo cônsul Décimo Júnio Bruto Galaico. A construção, financiada pelos despojos da campanha militar de Décimo Júnio na Hispânia (ex manubiis), começa após 135 a.C. O templo foi dedicado em 132 a.C., após a celebração do triunfo de seu patrocinador. A realização do templo é atribuída a um arquiteto grego, Hermodoro de Salamina, ativo em Roma durante a segunda metade do século II a.C. O templo foi restaurado ao fim da República mas manteve seu plano e suas características de origem.

### Escavações arqueológicas
As ruínas do templo, com seis colunas incluindo cinco alinhados, foram descobertas pelo arquiteto francês Baltard em 1837 e estudados pelo arqueólogo italiano Vespignani a partir de 1838. Estes vestígios são ainda em parte visíveis sob habitações modernas.

## Descrição

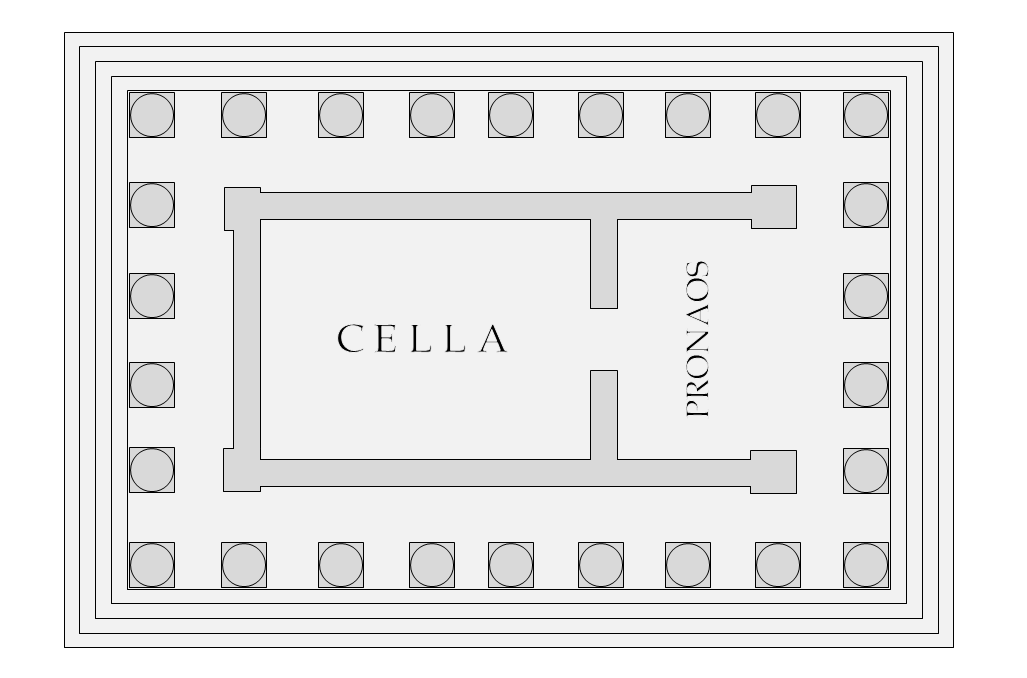
Plano do Templo de Marte.

O templo foi construído na mesma orientação que o Circo Flamínio. De estilo puramente grego, é períptero e erguido em um crepidoma, plataforma de algumas etapas que serve como base para o templo. Este elemento arquitetônico generalizado na Grécia é muito pouco utilizado em Roma, onde se encontra apenas dois outros templos da cidade, o Templo de Vênus e de Roma e o Templo de Hércules Victor do Fórum Boário. O Templo de Marte é feito de mármore do Monte Pentélico.
As primeiras reconstruções do templo baseiam em uma observação precisa dos vestígios de um templo de seis colunas em frente e novas laterais, quase pycnostyle, que é dizer que a distância entre as colunas é equivalente a uma vez e meia de seu diâmetro, um crepidoma de quatro passos. A cela teve de ser quase o dobro do tempo de largura. Os arqueólogos alemães Brunn e Jordan estimam o diâmetro das colunas na base entre 1,15 e 1,25 metros com uma distância entre o eixo das colunas de 2,66 metros. As colunas são mais restritas do que no tipo de templo plano pycnostyle como definido por Vitrúvio. O tambor inferior das ranhuras das colunas são entalhadas no mesmo bloco de mármore do Pentélico que a base consiste de um único toro, recordando o elemento superior de uma base jônica.
No salão do templo estão gravados alguns versos do poeta Ácio. A cela abriga uma estátua de culto colossal de Marte e uma de dimensões mais modestas de Vênus, ambas duas realizadas por Scopas Mineur.

### Obras gerais
- (em inglês) Platner, Samuel Ball; Ashby, Thomas (1929). A topographical dictionary of Ancient Rome. [S.l.]: Oxford University Press
- (em inglês) Coarelli, Filippo (2007). Rome and environs: an archaeological guide. [S.l.]: University of California Press. 555 páginas. ISBN 978-0-520-07961-8
- (em francês) Gros, Pierre (1973). «Hermodoros et Vitruve». Mélanges de l'École française de Rome. Antiquité. 85: 137-161

### Obras sobre o templo
- (em italiano) Zevi, F (1976). «L'identificazione del tempio di Marte in circo e altre osservazioni». Roma. L’Italie préromaine et la Rome républicaine. Mélanges offerts à J. Heurgon. Collection de l’École française de Rome. 2: 384-410. Consultado em 18 de novembro de 2016. Arquivado do original em 31 de outubro de 2014
- (em italiano) Zevi, F. (1996). «Mars in Circo». Lexicon topographicum Urbis Romae. III. Roma: [s.n.] pp. 226–229
- (em italiano) Vespignani, V (1872). «Avanzi di tempio incerto della IX Regione di Augusto». Bullettino della Commissione Archeologica Comunale di Roma. 1
- (em inglês) Petruccioli, Guido (2008). «Mars, Aedes (Campus Flaminius)». Digital Augustan Rome

| Planimetria do Campo de Marte meridional |
| --- |
| Tibre Navália Circo Flamínio Teatro de Marcelo T. de DianaC T. da Piedade T. de Jano T. de Juno T. de Spes Templo de Belona Templo de Apolo Sosiano Templo de Júpiter Estator Templo de Juno Regina Pórtico de Otávia Portico de Filipo T. de Hércules Portico de Otávio Teatro de Balbo Cripta de Balbo Portico de Minúcio T. das Ninfas Diribitório T. de Juturna T. da Fortuna T. de Ferônia T. dos Lares Permarinos Cúria de Pompeu Portico de Pompeu Teatro de Pompeu Templo da Vênus Victrix Templo de Marte Santuário de Hércules Grande Vigia Templo de Castor e Pólux Ponte Fabrício Ilha Tiberina Pórtico dos Máximos T. de Netuno Pórtico dos Deuses Vila Pública Hecatostilo T. da Fortuna Equestre Anfiteatro de Estacílio Tauro (?) |